# أحمد خالد توفيق
أحمد خالد توفيق (10 يونيو 1962 – 2 أبريل 2018)، أستاذ جامعي، وطبيب، وكاتب، ومؤلف، ومترجم مصري. يُعد أول كاتب عربي في مجال أدب الرعب. والأشهر في مجال أدب الشباب، والفنتازيا، والخيال العلمي. لُقب بـ«العراب».
بدأت رحلته الأدبية مع كتابة سلسلة ما وراء الطبيعة، ورغم أن أدب الرعب لم يكن سائدًا في ذلك الوقت، فإن السلسلة حققت نجاحًا كبيرًا، واستقبالًا جيدًا من الجمهور. ما شجعه على استكمالها، وأصدر بعدها سلسلة فانتازيا عام 1995، وسلسلة سفاري عام 1996. في عام 2006، سلسلة دبليو دبليو دبليو.[بحاجة لمصدر]
ألف أحمد توفيق روايات حققت نجاحًا جماهيريًا واسعًا، وأشهرها رواية يوتوبيا عام 2008، وقد تُرجمت إلي عدة لغات، وأُعيد نشرها في أعوام لاحقة. وكذلك رواية السنجة التي صُدرت عام 2012، ورواية مثل إيكاروس عام 2015. ثم رواية في ممر الفئران التي صُدرت عام 2016، بالإضافة إلى مؤلفات أخرى مثل: قصاصات قابلة للحرق، وعقل بلا جسد، والآن نفتح الصندوق التي صُدرت على ثلاثة أجزاء.
اشتهر أيضًا بالكتابات الصحفية، فقد انضم عام 2004 إلي مجلة الشباب التي تصدر عن مؤسسة الأهرام، وكذلك كانت له منشورات عبر جريدة التحرير والعديد من المجلات الأخري. كان له أيضًا نشاط في الترجمة، فنشر سلسلة رجفة الخوف، وهي روايات رعب مُترجمة، وكذلك ترجم رواية نادي القتال الشهيرة من تأليف تشاك بولانيك، وكذلك ترجمة رواية ديرمافوريا عام 2010، وترجمة رواية عداء الطائرة الورقية عام 2012، وترجمة تشي جيفارا: سيرة مصورة عام 2018.
استمر نشاطه الأدبي مع مزاولته مهنة الطب، فقد كان عضو هيئة التدريس واستشاري قسم أمراض الباطنة المتوطنة في كلية الطب (جامعة طنطا).
توفي في 2 أبريل 2018 عن عمر يناهز 55 عامًا، على أثر أزمة صحية مفاجئة.

## حياته
ولد أحمد خالد توفيق في 10 يونيو 1962 بمدينة طنطا في محافظة الغربية. تخرج من كلية الطب في جامعة طنطا عام 1985 وحصل على الدكتوراه في طب المناطق الحارة عام 1997. التحق كعضو هيئة التدريس واستشاري قسم أمراض الباطنة المتوطنة في طب طنطا.

## مسيرته
بدأ حياته العملية في المؤسسة العربية الحديثة عام 1992 ككاتب رعب لسلسلة ما وراء الطبيعة وقدم أولى رواياته تحت اسم «أسطورة مصاص الدماء»، لكن واجهتها اعتراضات كثيرة داخل المؤسسة العربية الحديثة ما جعله يصاب بإحباط شديد بعد رفض الرواية ونصحه البعض بالكتابة في الأدب البوليسي، إلا أن «أحمد المقدم» أحد مسؤولي المؤسسة العربية الحديثة نصحه باستكمال الكتابة في أدب الرعب وساعده على مقابلة «حمدي مصطفى» مدير المؤسسة الذي عرض قصته على لجنة لاستبيان قوتها، لكن اللجنة انتقدت فكرة الرواية والأسلوب.
تمسك حمدي مصطفى بعرض القصة على لجنة أخرى، وفوجئ أحمد خالد توفيق برأي اللجنة الثانية ينصف الرواية ويصفها بأنها ذات أسلوب ممتاز، وبها حبكة روائية وإثارة وتشويق كانت المفاجأة الثانية أن قرار اللجنة موقع من دكتور نبيل فاروق الذي قال عنه توفيق: (لن أنسى لدكتور نبيل فاروق أنه كان سببًا مباشرًا في دخولي المؤسسة، وإلا فإنني كنت سأتوقف عن الكتابة بعد عام على الأكثر).
قدم أحمد خالد توفيق ستة سلاسل للروايات وصلت إلى ما يقرب من 236 عددًا، وقد ترجم عددًا من الروايات الأجنبية ضمن سلسلة روايات عالمية للجيب. كما قدّم أيضًا خارج هذه السلسلة الترجمات العربية الوحيدة للروايات الثلاث نادي القتال (fight club) للروائي الأمريكي تشاك بولانيك وديرمافوريا (رواية لكريج كليفنجر) وكتاب المقبرة (نيل جايمان)، بالإضافة إلى ترجمة الرواية الطويلة (عداء الطائرة الورقية للأفغاني خالد حسيني) إلى رواية مصورة، وترجمة (تشي جيفارا: سيرة مصورة) التي نشرت بعد وفاته. وله بعض التجارب الشعرية.
في نوفمبر 2004 انضم إلى مجلة الشباب ليكتب فيها قصصًا في صفحة ثابتة له تحت عنوان «الآن نفتح الصندوق»، كما أنه كتب في عديد من الإصدارات الدورية. حينما تحدث عن نفسه قال:
| أحمد خالد توفيق | لا أعتقد أن هناك كثيرين يريدون معرفة شيء عن المؤلف.. فأنا أعتبر نفسي ـ بلا أي تواضع ـ شخصًا مملًا إلى حد يثير الغيظ.. بالتأكيد لم أشارك في اغتيال (لنكولن) ولم أضع خطة هزيمة المغول في (عين جالوت).. لا أحتفظ بجثة في القبو أحاول تحريكها بالقوى الذهنية ولم ألتهم طفلاً منذ زمن بعيد.. ولطالما تساءلت عن تلك المعجزة التي تجعل إنسانًا ما يشعر بالفخر أو الغرور.. ما الذي يعرفه هذا العبقري عن قوانين الميراث الشرعية؟ هل يمكنه أن يعيد دون خطأ واحد تجربة قطرة الزيت لميليكان؟ هل يمكنه أن يركب دائرة كهربية على التوازي؟ كم جزءًا يحفظ من القرآن؟ ما معلوماته عن قيادة الغواصات؟ هل يستطيع إعراب (قفا نبكِ من ذكرى حبيبٍ ومنزلِ)؟ هل يمكنه أن يكسر ثمرة جوز هند بين ساعده وعضده؟ كم من الوقت يمكنه أن يظل تحت الماء؟ الخلاصة أننا محظوظون لأننا لم نمت خجلًا من زمن من فرط جهلنا وضعفنا. | أحمد خالد توفيق |

## مؤلفاته

### سلسلات
- ما وراء الطبيعة: بدأ إصدارها في عام 1992، وانتهت عام 2014 بعدد أسطورة الأساطير. تم اقتباسها لمسلسل تلفزيوني يحمل نفس الإسم.
- فانتازيا: بدأ إصدارها في عام 1995.
- سافاري: بدأ إصدارها في عام 1996.
- الأعداد الخاصة: سلسلة منفصلة ضخمة المحتوى، بكل عدد قصة خاصة كبيرة بأحد سلاسله الثلاثة، ما وراء الطبيعة أو فانتازيا أو سافاري.
- روايات عالمية للجيب: وهي روايات مترجمة.
- رجفة الخوف: وهي روايات رعب مترجمة.
- WWW: بدأ إصدارها مطبوعة في عام 2006 عن دايموند بوك ودار ليلى للنشر. وهي قصص يحكيها لنا فيروس كمبيوتر، بل هو كائن حى أراد أن يعيش هكذا، يجول بين الأجهزة والشبكة العنكبوتية، بل في الفضاء والعالم كله وليكشف أسرار وأمور مرعبة تنقلنا بتشويق إلى قلب عالم الجاسوسية.

### روايات

غلاف رواية يوتوبيا

- يوتوبيا: رواية. صدرت أوائل عام 2008 عن دار ميريت للنشر، وتُرجِمَت للإنجليزية عن دار Bloomsbury، وللفرنسية عن دار Hombres Noires، وللألمانية، وللفنلندية. أعيد نشرها مرة أخرى بالعربية من قبل دار بلومزبري ـ مؤسسة قطر للنشر، ودار الشروق.
- حظك اليوم صدرت عام 2008.
- السنجة: رواية. صدرت عام 2012 عن دار بلومزبري ـ مؤسسة قطر للنشر.
- مثل إيكاروس: رواية. صدرت عام 2015 عن دار الشروق.
- رواية في ممر الفئران: صدرت هذه الرواية عام 2016 عن دار الكرمة، وهي كما يقول المؤلف في مقدمتها أنها معالجة مستوحاة ومطورة -مع اختلاف جذري بالشخصيات والعمق والحبكة والنهاية- من روايته: أسطورة أرض الظلام (سلسلة ما وراء الطبيعة #68)، التي يصل فيها سالم وسلمى إلى أرض غرقت في ظلام تام وكانت آخر مغامرات الشخصيتين في السلسلة.
- شآبيب: صدرت الرواية عام 2018 عن دار الشروق، وهي معالجة من روايته: وعد جوناثان (سلسلة فانتازيا #63) وتحمل طابع المغامرات والتشويق.[9]

- الميرانتي (أمير البحار): قصة نالت جائزة مصطفى عزوز العربية لأدب الطفل في 2018، وهي معالجة من روايته: بحاران (سلسلة فانتازيا #53). ونشرت عام 2022 عن دار كيان للنشر والتوزيع بعد وفاته.

### مجموعات قصصية أو مقالات
- قوس قزح: مجموعة قصصية (7 قصص). (بالاشتراك مع د. تامر إبراهيم). صدرت عام 2005 عن دار ليلى.
- عش ولا تقل للموت (لا) مرتين غدًا (سلسلة مولوتولف #2): مقالات. (بالاشتراك مع محمد سامي وآخرين). صدرت عن دار ليلى.
- أنت لا تساوي كلب (سلسلة مولوتولف #5): مقالات. (بالاشتراك مع محمد سامي وآخرين). صدرت عام 2006 عن دار ليلى.
- الآن نفتح الصندوق1 : مجموعة قصصية (25 قصة). صدرت عام 2007 عن دايموند بوك ودار ليلى.
- 7 وجوه للحب: مجموعة مقالات. (بالاشتراك مع د. نبيل فاروق ود. تامر إبراهيم وآخرين). صدرت عام 2007 عن دايموند بوك ودار ليلى.
- عقل بلا جسد: مجموعة قصصية (22 قصة). صدرت عام 2008 عن دايموند بوك. وأعادت نشرها دار ليلى.
- سر الغرفة رقم 207: مجموعة قصصية (12 قصة)، صدرت عام 2008 عن دايموند بوك، وأعادت نشرها دار ليلى. تم اقتباسها لمسلسل تلفزيوني بعنوان (غرفة 207).
- حظك اليوم: مجموعة قصصية، (يربط قصصها سياق درامي واحد)، صدرت عام 2008 عن دايموند بوك، وأعادت نشرها دار ليلى. تم اقتباسها لمسلسل تلفزيوني بعنوان زودياك.
- عشاق الأدرنالين: مجموعة مقالات (28 مقال سنيمائي). (بالاشتراك مع د. تامر إبراهيم وم. سند راشد دخيل). صدرت عام 2008 عن دار دايموند بوك.
- دماغي كده: مجموعة مقالات (48 مقالًا منوعًا). صدر عام 2008 عن المؤسسة العربية الحديثة.
- الآن نفتح الصندوق2: مجموعة قصصية (22 قصة). صدرت عام 2009 عن دايموند بوك ودار ليلى.
- زغازيغ: مجموعة مقالات (29 مقالًا ساخرًا). صدرت في أغسطس 2009 عن دار ليلى.
- الآن أفهم: مجموعة قصصية (13 قصة). صدرت في أغسطس 2009 عن دار ليلى.
- E.S.P: مجموعة قصصية (22 قصة). صدرت عام 2009 عن دار ليلى.
- فقاقيع: مجموعة مقالات (55 مقالًا). صدرت عام 2009 عن دار ليلى.
- الآن نفتح الصندوق3 : مجموعة قصصية (14 قصة). صدرت عام 2010 عن دار ليلى.
- الغث من القول: مجموعة مقالات (32 مقالًا). صدرت عام 2010 عن دار ليلى.
- شاي بالنعناع: مجموعة مقالات (17 مقالًا). صدرت عام 2012 عن دار ليلى.
- قهوة باليورانيوم: مجموعة مقالات (18 مقالًا). صدرت عام 2012 عن دار ليلى.
- لست وحدك: مجموعة قصصية (8 قصص). صدرت في يناير 2012 عن سبارك للنشر والتوزيع.

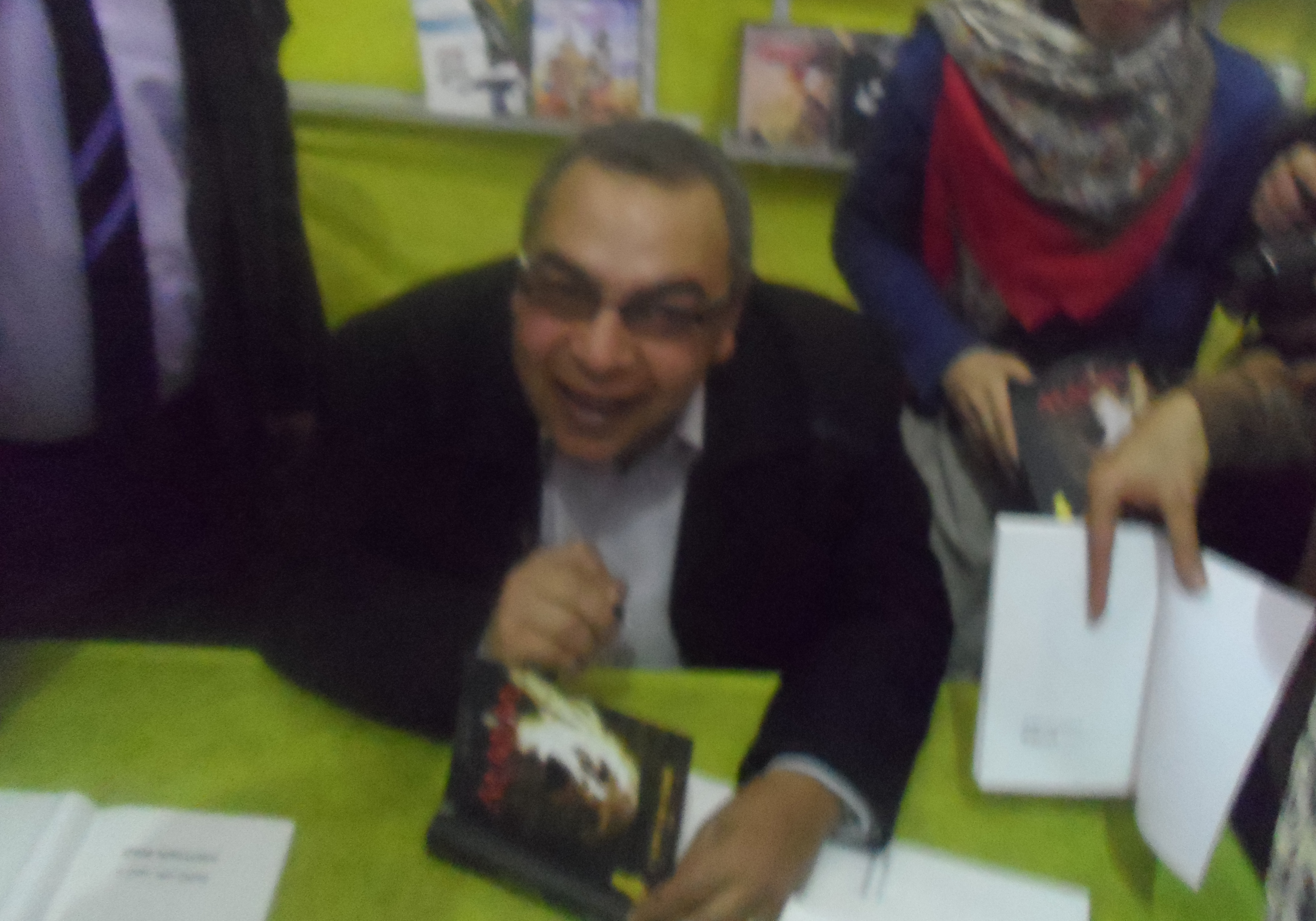
أحمد خالد توفيق عام 2013

- ضحكات كئيبة: مجموعة مقالات (40 مقالًا ساخرًا). صدرت عام 2012 عن سبارك للنشر والتوزيع.أحمد خالد توفيق عام 2013ـ أكواريل: مجموعة قصصية (9 قصص). صدرت عام 2013 عن دار سما.
- وساوس وهلاوس: مجموعة مقالات (52 مقال). صدرت في يناير 2014 عن دار ليلى.
- الهول: مجموعة قصصية (8 قصص). صدرت عام 2014 عن دار الكرمة.
- شربة الحاج داوود: مجموعة مقالات (30 مقالًا عن العلم وشبه العلم). صدرت عام 2014 عن دار الكرمة.
- ولد قليل الأدب: مجموعة مقالات. (بالاشتراك مع محمد سامي ومحمد فتحي). صدرت عام 2015 عن دار ليلى.
- أفلام الحافظة الزرقاء: مجموعة مقالات (35 مقالًا). صدرت عام 2015 عن دار ليلى.
- أفراح المقبرة: مجموعة قصصية (9 قصص). صدرت عام 2018 عن دار الكرمة بعد وفاته.
- لا مكان للملل: مجموعة مقالات (23 مقالًا). صدرت عام 2019 عن دار كيان للنشر والتوزيع بعد وفاته.
- رفقاء الليل: صدرت عام 2019 عن الكرمة بعد وفاته وهي تحمل 12 قصة مختلفة تحمل طابع التشويق والرعب والإثارة.

### ترجمة
- نادي القتال (رواية) : ترجمة. (رواية لـ تشاك بولانيك). صدرت عام 2005 عن دار ميريت للنشر، وأعادت دار ليلى نشرها.
- ديرمافوريا: ترجمة. (رواية لكريج كليفنجر) صدرت عام 2010 عن دار ميريت.
- كتاب المقبرة: ترجمة. (رواية لـنيل جايمان) صدرت عام 2013 عن دار بلومزبري - مؤسسة قطر للنشر، وأعادت نشره دار الكرمة المصرية في 2021 بعد وفاته.

ـ عداء الطائرة الورقية: ترجمة. (رواية مصورة لـخالد حسيني، رسوم: فايبو تشيلوني وميركا آندولفو). صدرت عام 2012 عن دار بلومزبري - مؤسسة قطر للنشر.[بحاجة لمصدر]
ـ تشي جيفارا: ترجمة. (سيرة مصورة عن الزعيم الثوري إرنستو تشي جيفارا، رسوم وإعداد: سبين رودريجز). صدرت عام 2018 عن دار الشروق بعد وفاته.

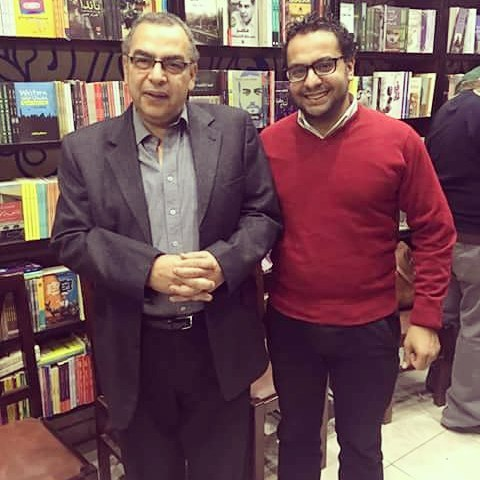
الدكتور أحمد خالد توفيق في احتفالية خاصة به مع الكاتب أمير عاطف

### مؤلفات أخرى
- موسوعة الظلام: موسوعة (من 220 صفحة، متخصصة في عالم الرعب). (بالاشتراك مع م. سند راشد دخيل). صدرت عام 2006 عن دايموند بوك ودار ليلى.
- هادم الأساطير، موسوعة من 128 صفحة، بالاشتراك مع م. سند راشد دخيل، صدرت عام 2007 عن دايموند بوك ودار ليلى.
- قصاصات قابلة للحرق: خواطر، صدرت عام 2007 عن دايموند بوك، وأعادت نشرها دار ليلى.
- قصة تكملها أنت: قصة رعب تفاعلية. (بالاشتراك مع أربعة مؤلفين شباب هم قراء محبون للأدب وليسوا كتابًا محترفين). صدرت عام 2007 عن دار ليلى.
- الحافة: كتاب يناقش الحقائق الغريبة. (بالاشتراك مع م. سند راشد دخيل) صدر عام 2008 عن دايموند بوك ودار ليلى.
- أسطورة بلية (سلسلة بلية العجيب #17): رواية مصورة. صدرت عام 2009.
- تويتات من العصور الوسطى: خواطر. صدر عام 2014 عن المؤسسة العربية الحديثة.
- تأثير الجرادة: رواية مصورة. (رسوم: حنان الكرارجي) صدرت عام 2014 عن كوميكس للنشر.
- اللغز وراء السطور (أحاديث من مطبخ الكتابة): صدر عام 2017 عن دار الشروق. يحاول في هذا الكتاب فك لغز الكتابة بأسلوبه الساخر والممتع، ليقدم لنا وصفة سحرية من عصارة تجاربه ومن تجارب كبار الأدباء. ويمارس عملية التعلم أمام القراء جميعًا، في تجربة مفيدة وممتعة للقارئ والمؤلف معًا.
- خواطر سطحية سخيفة (عن الحياة والبشر): صدر عام 2017 عن دلتا للنشر والتوزيع.

## أعمال درامية
- زي النهارده: فيلم سينمائي للكاتب والمخرج عمرو سلامة تظهر فيه شخصية رفعت إسماعيل لأول مرة.
- الكوخ: مسلسل إذاعي.
- أصوات من الفضاء: مسلسل إذاعي.
- مواء: مسلسل إذاعي.
- بورتريه: مسلسل إذاعي.
- زودياك: مسلسل تلفزيوني مقتبس من كتابه (حظك اليوم).
- ما وراء الطبيعة: مسلسل تلفزيوني مقتبس من سلسلته ما وراء الطبيعة.
- الغرفة 207: مسلسل تلفزيوني مقتبس من كتابه (سر الغرفة رقم 207).
- معرض الموت: فيلم إذاعي.
- سفاح المستنقعات: فيلم إذاعي.

## دوريات
- قصاصات قابلة للحرق مقالات متنوعة تنشر على الإنترنت.
- كان ينشر أحمد خالد توفيق مقالًا في جريدة الدستور المصرية صباح كل ثلاثاء من كل أسبوع.
- ينشر له مقال أسبوعي في جريدة التحرير المصرية يوم الاثنين.
- له مقالات أسبوعية في موقع بص وطل.
- له مقال أسبوعي في جريدة الاتحاد الإماراتية بعنوان (هلاوس) يوم السبت من كل أسبوع.

## حياته الشخصية
متزوج من د. منال أخصائية صدر في كلية طب طنطا ولديه من الأبناء «محمد» و«مريم».

## وفاته
تُوفي أحمد توفيق في 2 إبريل 2018 في مستشفى الدمرداش. في ذات اليوم أجرى عملية كيّ للقلب لعلاج الرجفان الذي كان يعاني منه، لكن قلبه توقف بعد عدة ساعات من استيقاظه من العملية بسبب رجفان بطيني مفاجئ.
ونعت الدكتورة إيناس عبد الدايم وزيرة الثقافة المصرية، وجميع القطاعات والهيئات بوزارة الثقافة رحيله قائلة «الثقافة المصرية والعربية فقدت روائيًا عظيمًا طالما أثرىٰ الحياة الثقافية في مصر والوطن العربي، وأضافت أن «الكاتب الراحل ترك للمكتبة العربية عديدًا من الروايات والكتابات النقدية الهامة، وكان أحد أبرز كتّاب قصص التشويق والشباب في الوطن العربي التي تتميز بأسلوبه الممتع والمشوق مما أكسبه قاعدة كبيرة من الجمهور والقراء».
لقطات من الجنازة

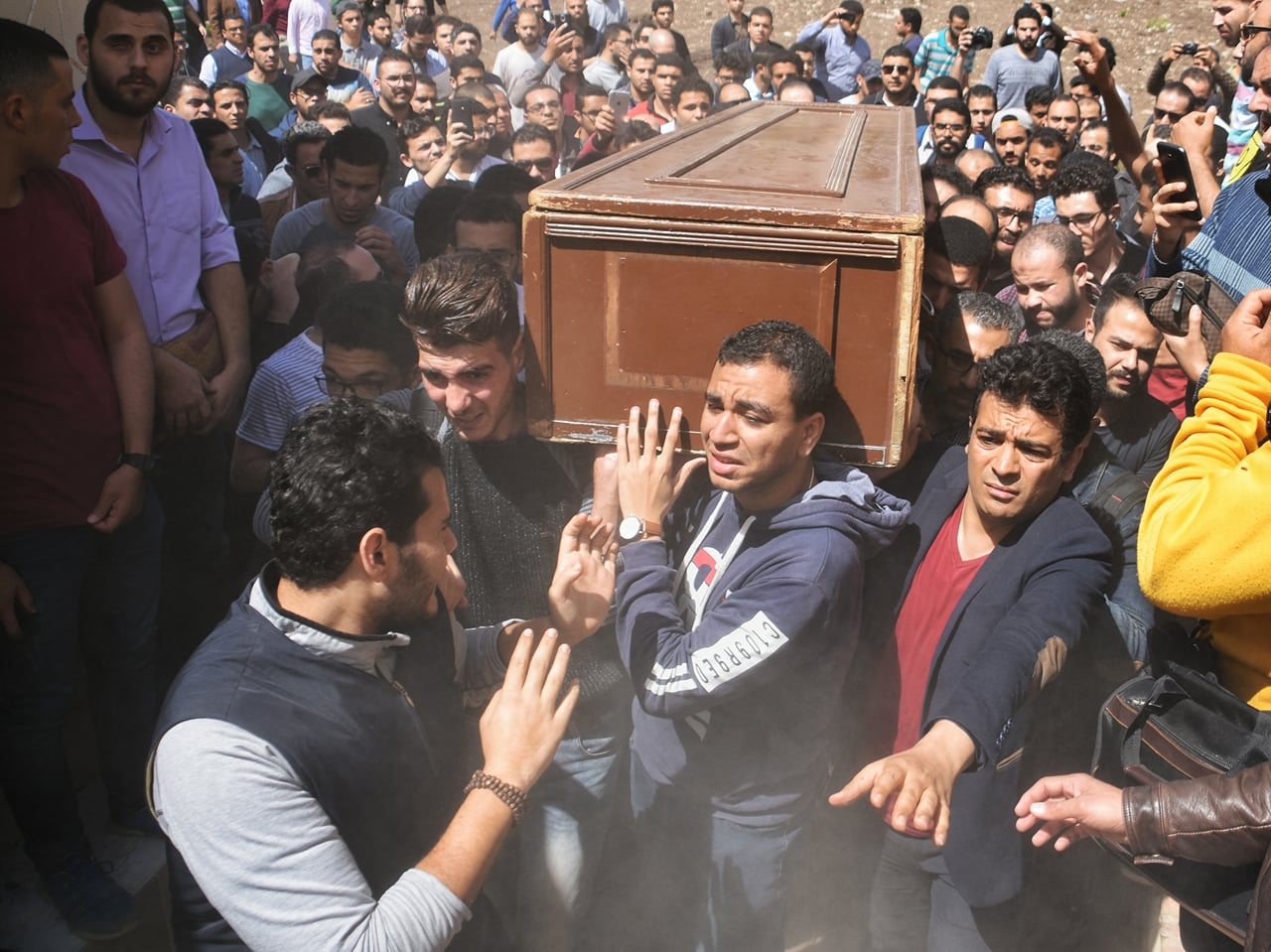
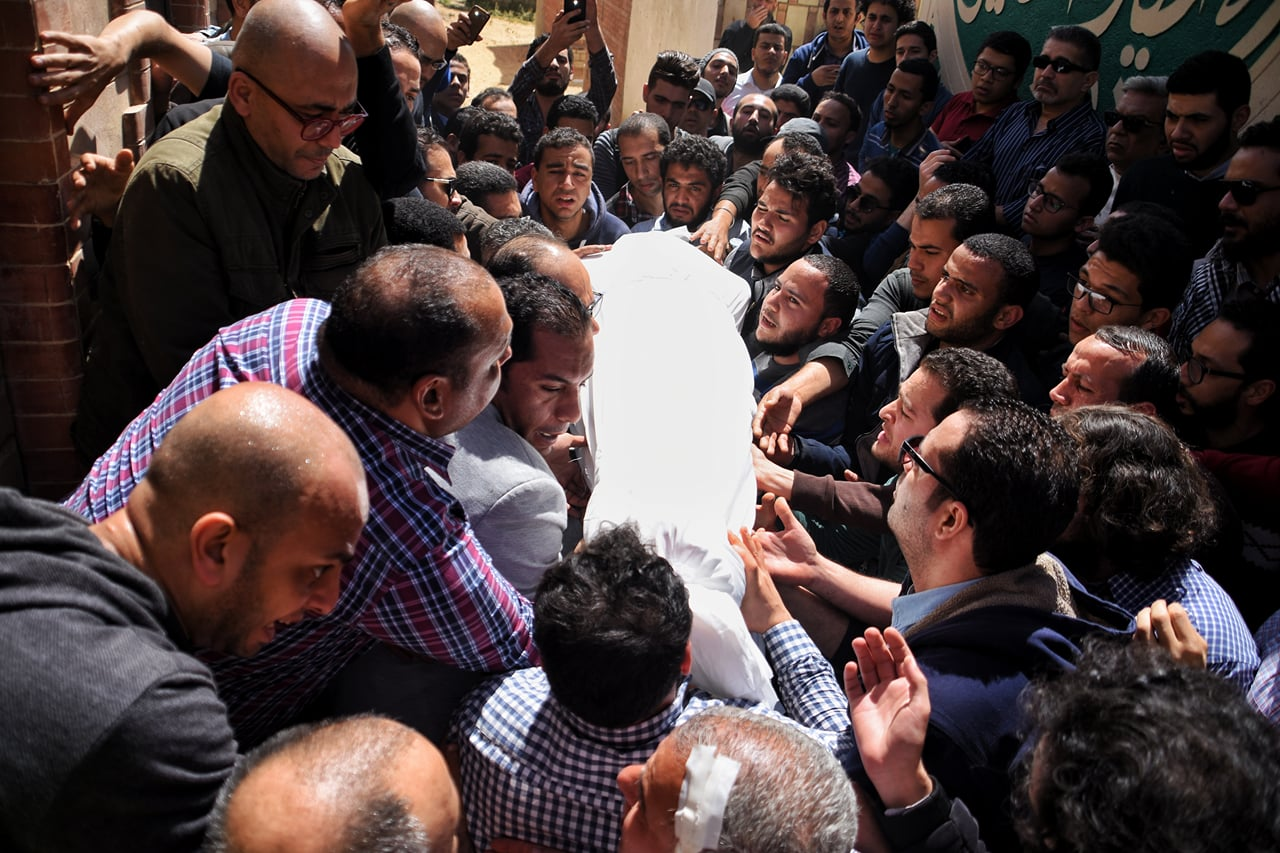
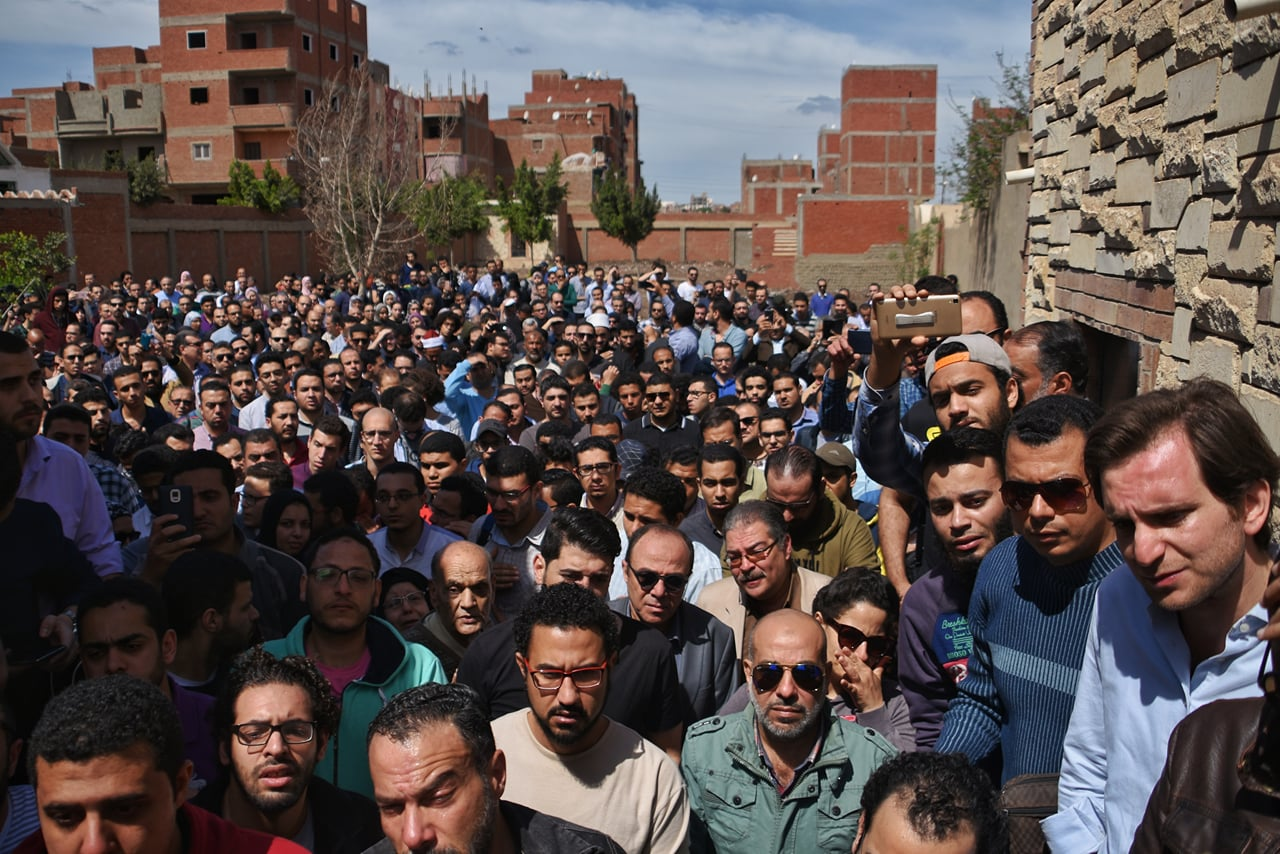
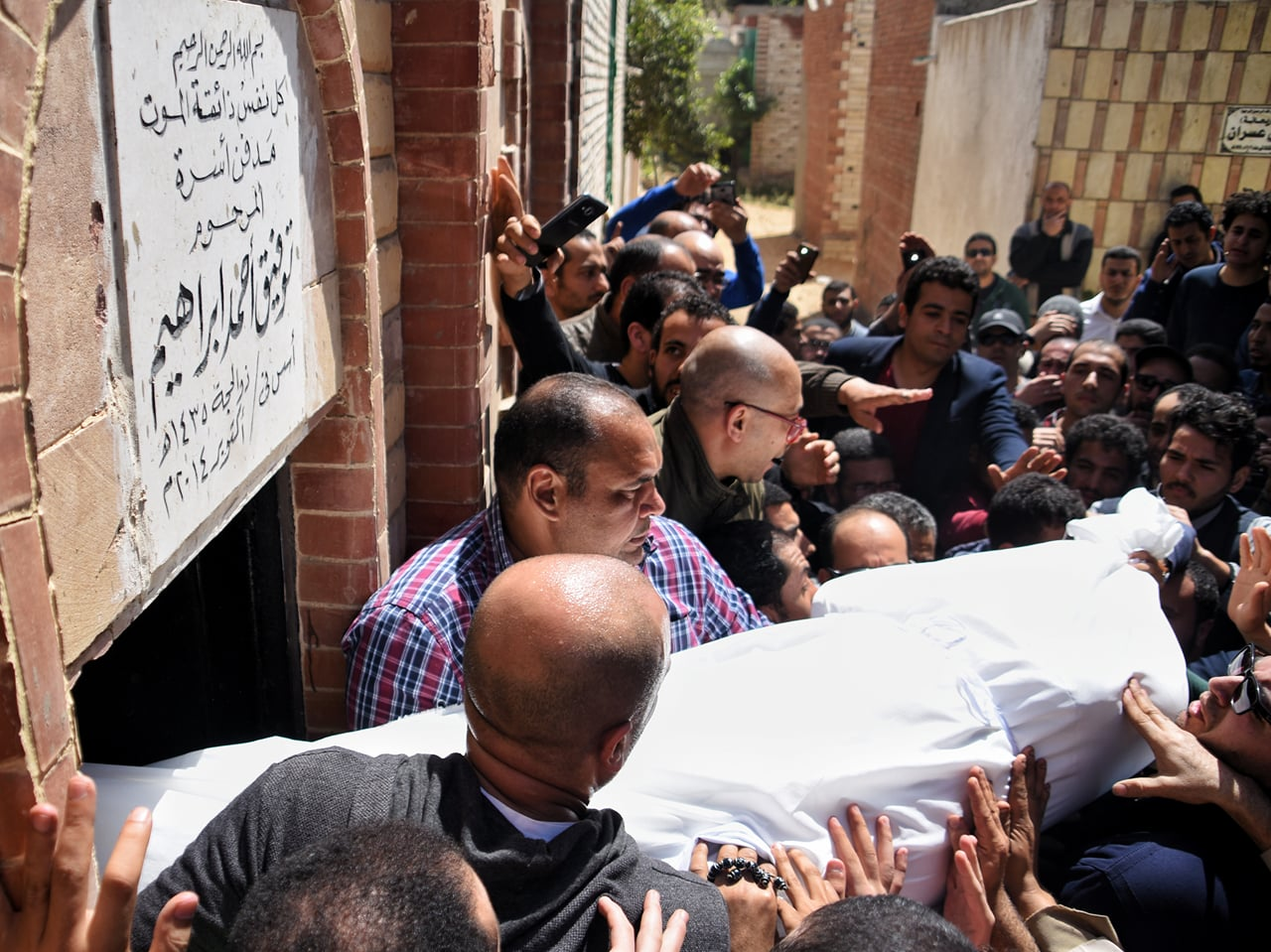
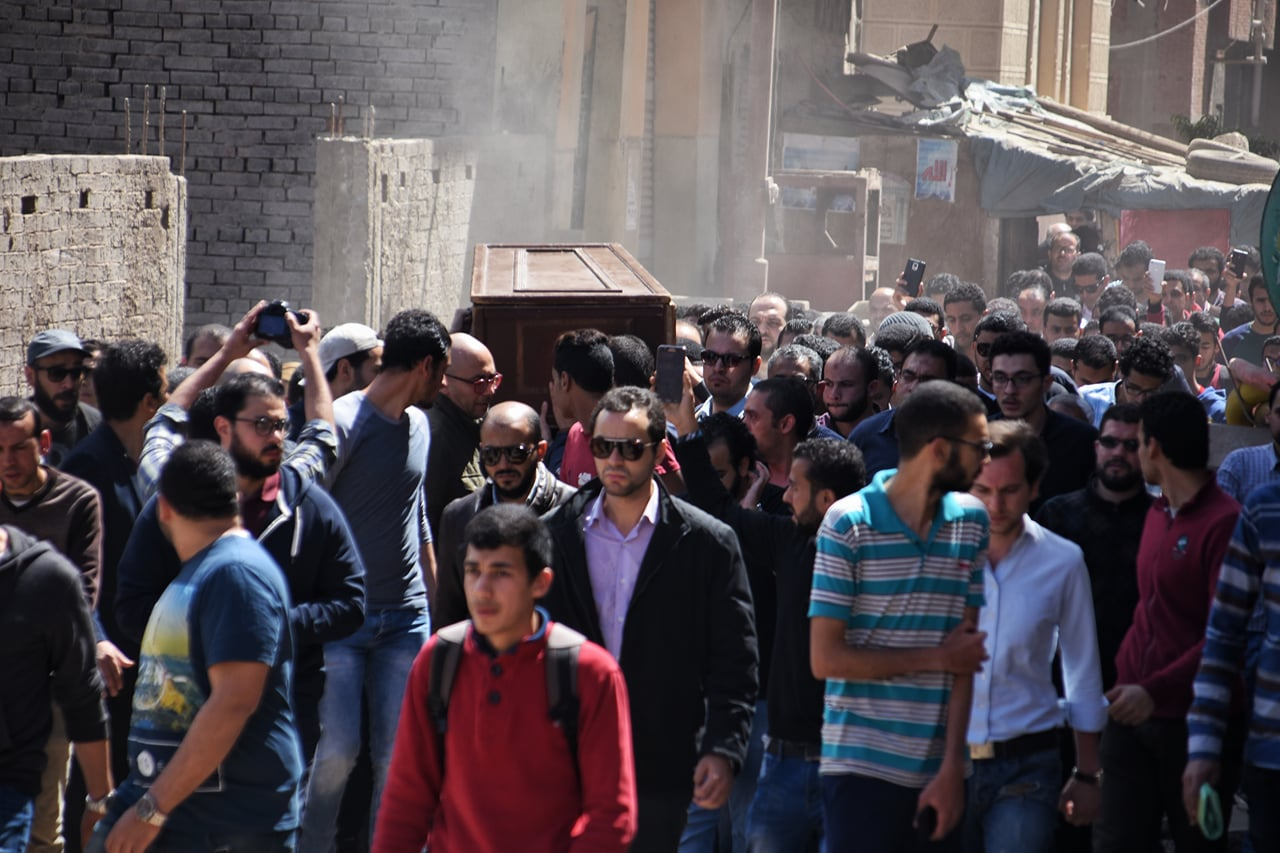

كما نعته جامعة طنطا وقال الدكتور مجدي سبع رئيس الجامعة (فقدنا قامة طبية وأدبية كبيرة خدمت الوطن طوال عمرها).
كما رثاه عديد من الفنانين المصريين عبر مواقع التواصل الاجتماعي ومن بينهم إبراهيم عبد المجيد ومحمد هنيدي وعمرو سلامة وغيرهم.

## وصلات خارجية
- صفحة أحمد خالد توفيق  على موقع أبجد
- صفحة أحمد خالد توفيق  على موقع جود ريدز
- سلسلة ما وراء الطبيعة.
- صفحة د.أحمد خالد توفيق على موقع دار ليلى للنشر.
- مقالات الكاتب بجريدة التحرير.
- مقالات الكاتب بمجلة إضاءات
- صفحة أحمد خالد توفيق  على موقع بوكاوي
- مقالات الكاتب بجريدة اليوم الجديد
- مقالات للكاتب في مجلة الشباب المصرية
- حوار مطول مع د. أحمد خالد توفيق في برنامج بلدنا بالمصري على قناة أون تي في على يوتيوب.
- بلال فضل يستضيف د. أحمد خالد في برنامج عصير الكتب في حلقتين متتاليتين:
  - الجزء الأول دكتور أحمد خالد توفيق في برنامج عصير الكتب ج1 على يوتيوب.
  - الجزء الثاني دكتور أحمد خالد توفيق في برنامج عصير الكتب ج2 على يوتيوب.

سلسلة ما وراء الطبيعة أحمد خالد توفيق

الشخصيات الرئيسية: رفعت إسماعيل | فرانتز لوسيفر | ماجي ماكيلوب | هن-تشو-كان | سالم وسلمى

المنشورات: أعداد سلسلة ما وراء الطبيعة | في كهوف دراجوسان | 36 | الأبجدية | قصتان

متعلقات: قائمة شخصيات سلسلة ما وراء الطبيعة | جانب النجوم

سلاسل أخرى: فانتازيا | سافاري